# Pleurotomella illicita
Pleurotomella illicita är en snäckart som först beskrevs av Dall 1927.  Pleurotomella illicita ingår i släktet Pleurotomella och familjen kägelsnäckor. Inga underarter finns listade i Catalogue of Life.